# Rio Connecticut
O rio Connecticut é um rio da vertente atlântica dos Estados Unidos, e é o mais longo e importante da região nordeste do país, a Nova Inglaterra. Flui no sentido norte-sul a partir dos lagos  Connecticut, no norte de Nova Hampshire, ao longo da fronteira entre Nova Hampshire e Vermont, através da parte ocidental de Massachusetts e pelo centro do Connecticut, até ao estuário de Long Island, em Old Saybrook, Connecticut. Tem comprimento total de cerca de 640 km, e uma bacia hidrográfica de 29 138 km². O seu caudal médio é de 521 m³ por segundo, e a descarga média de água doce no estuário de Long Island é de 588 m³/s. É navegável até à cidade de Windsor Locks (Connecticut), aproximadamente a 100 km da foz. Nasce no Quarto Lago Connecticut em Nova Hampshire. Alguns dos seus afluentes são os rios Ashuelot, West, Miller's, Mill, Deerfield, White e Chicopee.

## História

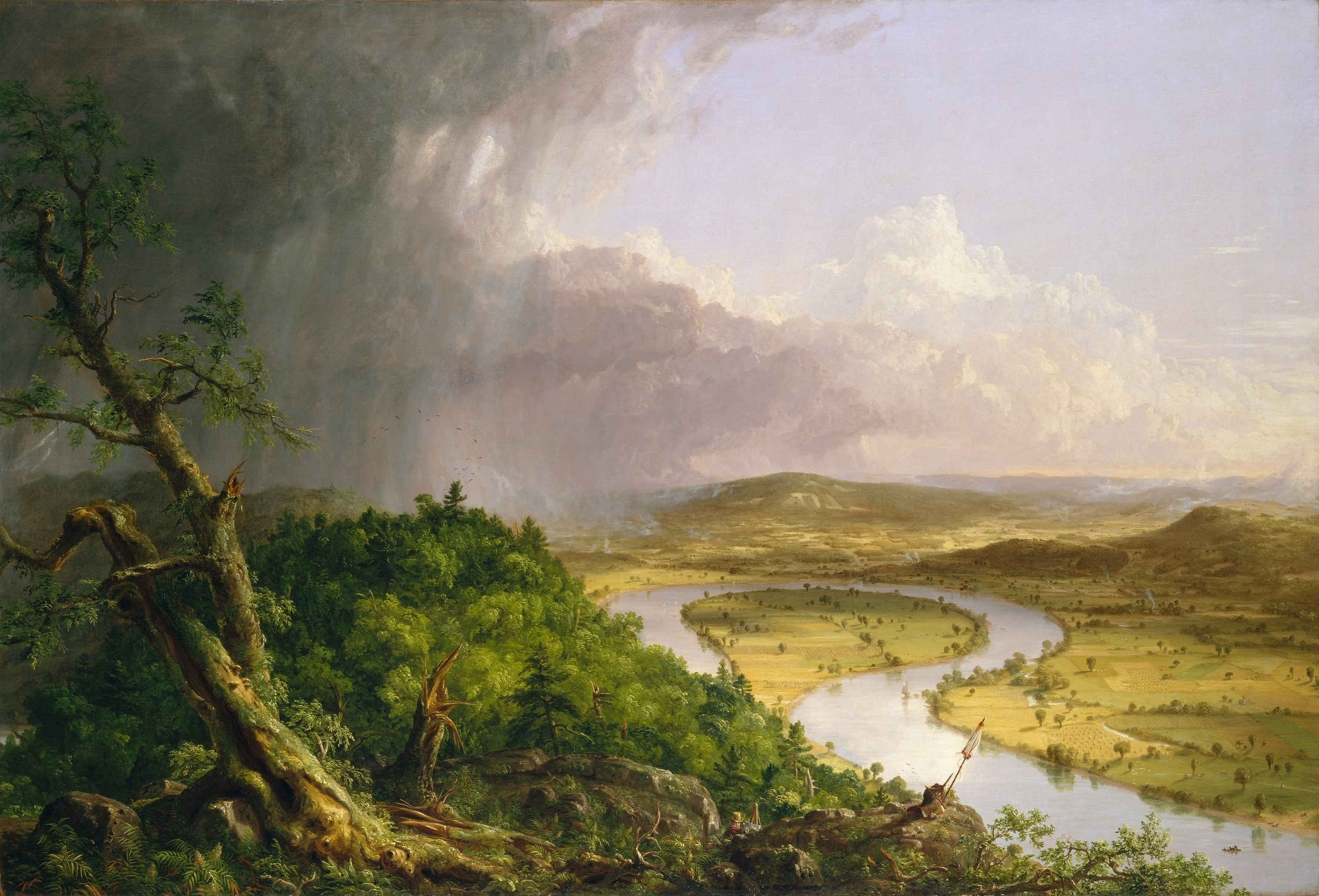
Oxbow, rio Connecticut perto de Northampton, 1836, por Thomas Cole.

O nome do rio é a corruptela em francês da palavra algonquina "quinetucket" que significa "rio de grandes marés". O primeiro europeu a ver o rio fui o explorador neerlandês Adriaen Block em 1614. Como resultado desta exploração, os neerlandeses chamaram ao rio - "rio Fresco" -, fixando o limite nordeste da colónia da Nova Holanda. Em 1623, os neerlandeses construíram um posto comercial fortificado chamado Fort Huys de Goede Hoop no lugar que posteriormente cresceria até se converter na atual cidade de Hartford, Connecticut.
O primeiro colono inglês de que há registo de visita foi Edward Winslow, da Colónia de Plymouth em 1632. Em 1633 os ingleses construíram um posto comercial no lugar de Windsor, Connecticut. Quando o número de colonos ingleses aumentou, a posição neerlandesa tornou-se insustentável e em 1654 um tratado que se negociou entre a Nova Holanda e as colónias da Neva Inglaterra, modificou a fronteira entre estes territórios de modo significativo para oeste, perto da atual Greenwich. Significativamente, o tratado permitiu aos neerlandeses manter o seu posto de comércio em Foot Huys de Hoop Goede, o que fizeram até à tomada de posse britânica em 1664 da Nova Holanda. A fortaleza número 4, atualmente Charlestown, era o assentamento inglês mais a norte no rio até ao final da Guerra Franco-índia em 1763.

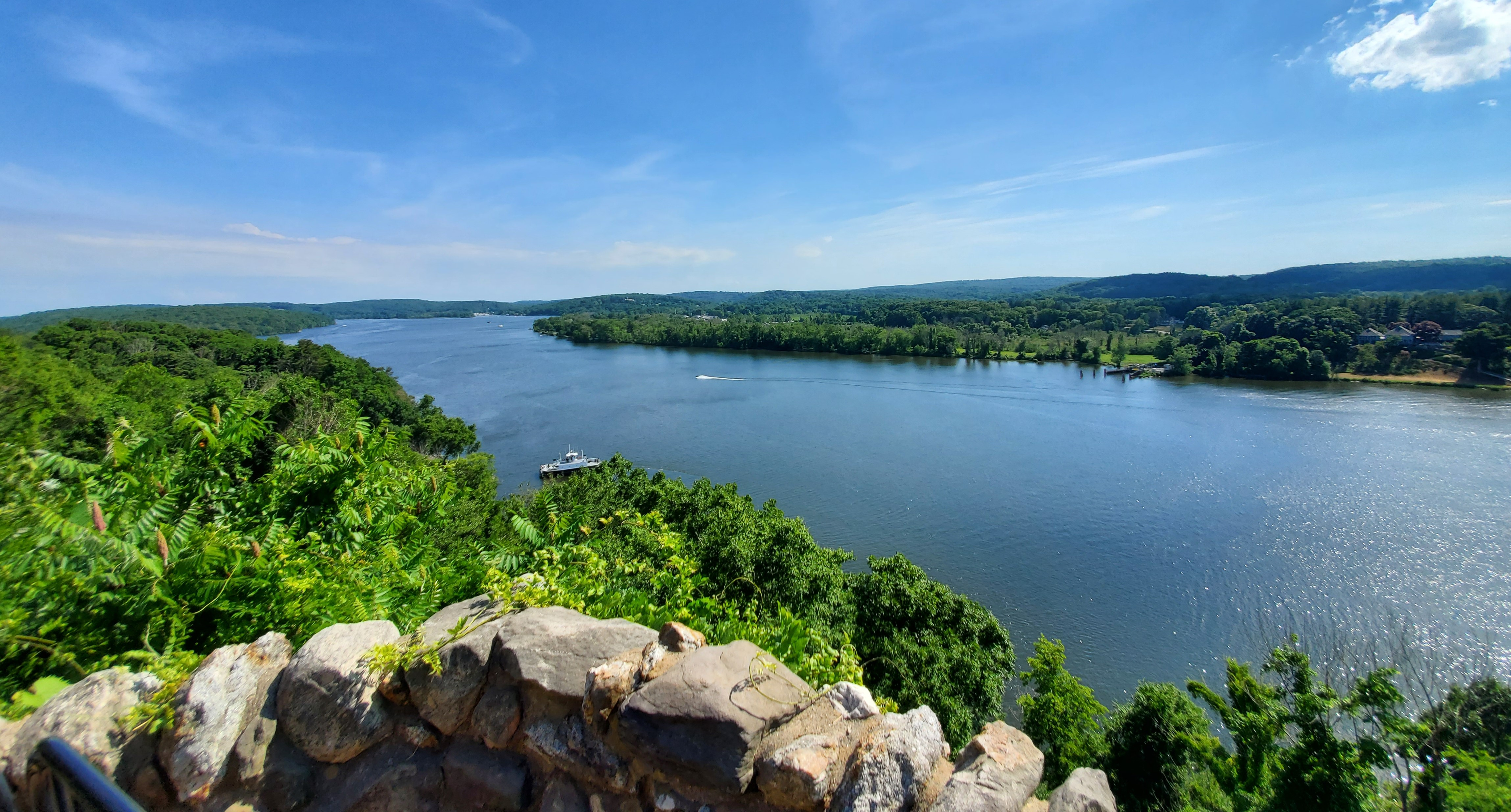
Rio Connecticut visto do Castelo Gillette, Lyme, Connecticut

No Tratado de Paris de 1783, que pôs fim à Guerra da Independência dos Estados Unidos, a nova fronteira entre Nova Hampshire e o que se converteria na Província do Canadá ficou definida incluindo a "cabeceira do rio mais a noroeste do Connecticut". Como há várias correntes que poderiam encaixar nesta descrição, uma disputa divisória conduziu à efémera existência da República de Indian Stream, que se deu entre 1832 e 1835.
A princípio, o amplo e fértil vale atraiu colónias agrícolas, e o volume e a pendente do rio contribuíram para o incremento da indústria no vale. A maior queda de água, com 17,67 m, fica em Holyoke (Massachusetts). Outros centros importantes são Windsor e Hartford no Connecticut, Springfield, em Massachusetts, a maior cidade nas margens do rio, Lebanon (Nova Hampshire) e Brattleboro (Vermont). 
Em 1829, o canal de Enfield Falls foi aberto para evitar os baixios no rio Connecticut. As eclusas (locks) construídas para este canal deram nome à cidade de Windsor Locks, Connecticut.

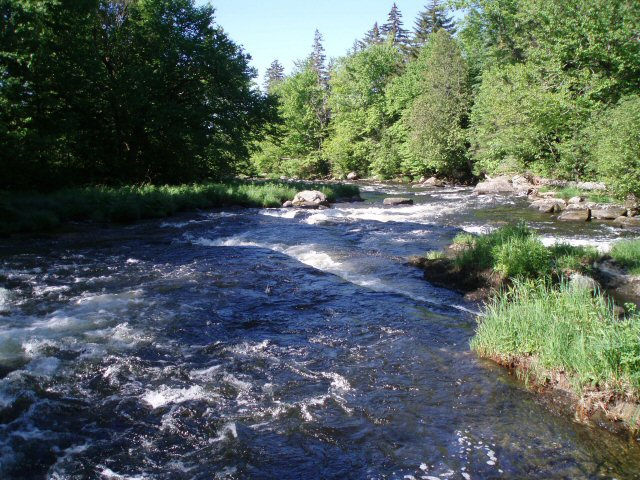
Perto do Primeiro Lago Connecticut

Em finais do século XIX o rio foi utilizado para a condução de troncos desde o longínguo norte, em particular a bacia do rio Nullhegan nol condado de Essex (Vermont). Estas descidas de troncos terminaram em 1915, quando os donos de barcos de recreio se queixaram dos riscos para a navegação.
O Convénio de Medidas para Controlar as Inundações do Rio Connecticut foi estabelecido em 1953 em resposta às graves inundações. O Decreto da Água Limpa de 1965 também teve um importante impacto no rio Connecticut e seus afluentes; desde então, o rio passou da Classe D para a Classe B. Foi designado em 1997 como um dos "Rios do Património Americano" pela Agência de Proteção Ambiental dos Estados Unidos. As cidades ao longo da parte inferior do rio decretaram um limite a novos desenvolvimentos ao longo das ribeiras, de modo que não possam ser construídos edifícios, exceto em assentamentos já existentes.